# كورو تورو
كورو تورو هي مستوطنة في جنوب منطقة بوركو (بوركو-إينني-تيبستي سابقًا) في تشاد. تستضيف مطار كورو تورو وسجن صحراوي مشهور «أقصى حد من الأمن»  تستخدمه الحكومة التشادية لاحتجاز مقاتلي بوكو حرام  وجماعات المعارضة التشادية المسلحة.
كورو تورو معروف أيضًا بالموقع الأنثروبولوجي والأثري، حيث تم اكتشاف الأحفوري أشباه البشر أسترالوبيثكس bahrelghazali في يناير عام 1995.